# Accademia nazionale delle scienze dell'Ucraina

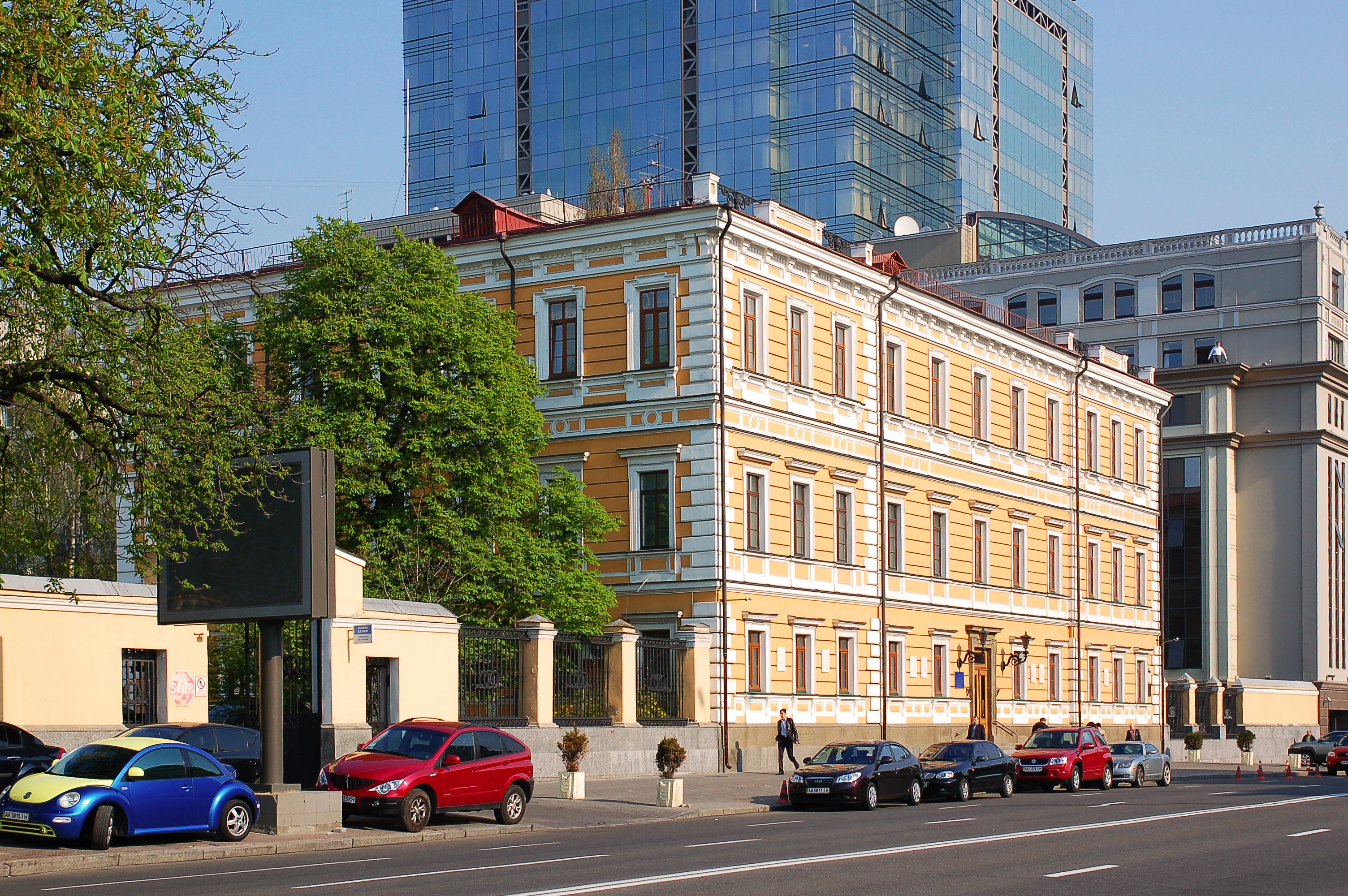
La sede centrale dell'Accademia nazionale delle scienze dell'Ucraina, a Kiev.

L'Accademia nazionale delle scienze dell'Ucraina (in ucraino: Національна академія наук України, Nacional'na akademija nauk Ukraïny) è il più importante ente governativo di ricerca in Ucraina e una delle sei accademie statali del paese. Ha sede a Kiev.

## Attività
Come molte altre accademie analoghe i membri dell'Accademia sono divisi in due categorie: accademici e corrispondenti. Per gli scienziati stranieri è prevista un'ulteriore categoria. L'Accademia gestisce molte istituzioni di ricerca, soprattutto nelle scienze fondamentali, ma anche nel campo umanistico. L'Accademia ha lo status di agenzia statale, ma è indipendente nell'ambito delle sue attività. L'Accademia nazionale delle scienze Ucraina è responsabile del 90% di tutte le scoperte fatte in Ucraina, fra cui la transmutazione del litio in elio, la produzione di acqua pesante e lo sviluppo di un radar tridimensionale con una precisione al decimetro.
A partire dal 2018, l'Accademia cura la stesura e la pubblicazione della Grande enciclopedia ucraina.

## Denominazioni
Nel corso della sua storia, l'Accademia ha cambiato denominazione quattro volte.
| Nome in ucraino                   | Traduzione                                                            | Anni      |
| --------------------------------- | --------------------------------------------------------------------- | --------- |
| Українська академія наук          | Accademia delle Scienze Ucraina                                       | 1918–1921 |
| Всеукраїнська академія наук       | Accademia delle Scienze di tutta l'Ucraina                            | 1921–1936 |
| Академія наук УРСР                | Accademia delle Scienze della Repubblica Socialista Sovietica Ucraina | 1936–1991 |
| Академія наук України             | Accademia delle Scienze dell'Ucraina                                  | 1991–1993 |
| Національна академія наук України | Accademia Nazionale delle Scienze dell'Ucraina                        | dal 1994  |

## Storia
L'Accademia fu fondata il 27 novembre 1918 ed era una delle accademie nazionali più antiche dell'Unione Sovietica e la terza nella storia dell'Ucraina dopo la Società Scientifica Ševčenko e dopo la Società Scientifica Ucraina. L'idea di fondare la nuova accademia fu avanzata dalla Società Scientifica Ucraina nell'aprile del 1917, però fu realizzata solo durante il periodo della Repubblica ucraina indipendente.
Il primo presidente fu il geologo Vladimir Ivanovič Vernadskij. Originariamente l'accademia comprendeva tre dipartimenti di ricerca in storia e filologia, fisica e matematica, e scienze sociali. I tre dipartimenti erano articolati in 15 commissioni, più la Biblioteca Nazionale.
Fra il 1924 e il 1925, l'Accademia votò per la prima volta per eleggere membri stranieri, ma nessun candidato risultò eletto. Nel 1929 due membri dell'Accademia (Serhiy Jefremov e Mychailo Slabčenko) e 24 corrispondenti furono arrestati con l'accusa di appartenere all'inesistente (come è stato successivamente accertato) Unione per la libertà dell'Ucraina. Nessuno degli arrestati fu mai rilasciato.

## Presidenti
L'Accademia ha avuto nella sua storia otto presidenti:
- Vladimir Ivanovič Vernadskij (1918–1911)
- Orest Ivanovyč Levic'kyj (1919-1921)
- Mykola Prokopovyč Vasylenko (1921–1922)
- Orest Ivanovyč Levic'kyj (1922)
- Volodymyr Ipolytovyč Lipskyj (1922–1928)
- Danylo Kyrylovyč Zabolotnyj (1928–1929)
- Oleksandr Oleksandrovyč Bohomolec' (1930–1946)
- Oleksandr Volodymyrovyč Palladin (1946–1962)
- Borys Jevhenovyč Paton (1962–2020)
- Anatolij Hlibovič Zahorodnij[1] (2020 - in carica)

## Organizzazione
Nel 2006 l'Accademia si articolava in 3 sezioni per un totale di 14 dipartimenti, 6 centri regionali, 173 istituti di ricerca, con 43 613 dipendenti, fra cui 16 813 ricercatori; fra i ricercatori 2 :493 avevano il titolo di "Dottore delle Scienze" (D.Sc.) e 7 996 il titolo di "Candidato delle Scienze" (Ph.D.).

### Sezioni e dipartimenti
- Sezione di Scienze fisiche, tecniche e matematiche
  - Dipartimento di Matematica
  - Dipartimento di Informatica
  - Dipartimento di Meccanica
  - Dipartimento di Fisica e Astronomia
  - Dipartimento di Scienze della Terra
  - Dipartimento di Problemi fisici e tecnici della Scienza dei Materiali
  - Dipartimento di Problemi fisici e tecnici dell'Ingegneria energetica
  - Dipartimento di Fisica nucleare e Ingegneria energetica
- Sezione di Scienze chimiche e biologiche
  - Dipartimento di Chimica
  - Dipartimento di Biochimica, Fisiologia e Biologia molecolare
  - Dipartimento di Biologia generale
- Sezione di Scienze sociali e umanistiche
  - Dipartimento di Economia
  - Dipartimento di Storia, Filosofia e Giurisprudenza
  - Dipartimento di Studi filologici, critica d'arte ed etnologia

### Centri regionali
I centri regionali dell'Accademia si trovano a:
- Donec'k - con 9 istituti di ricerca;
- Leopoli - con 18 istituti di ricerca;
- Odessa - con 7 istituti di ricerca;
- Charkiv - con 17 istituti di ricerca;
- Dnipro - con 7 istituti di ricerca;
- Sinferopoli - con 8 istituti di ricerca.

### Biblioteche
Due biblioteche nazionali sono affiliate all'Accademia Nazionale delle Scienze Ucraina:
- la Biblioteca Nazionale Vernadskyj di Kiev con 10 milioni di volumi.
- la Biblioteca Nazionale Vasyl Stefanyk di Leopoli.

### Case editrici
L'Accademia Nazionale delle Scienze Ucraina ha due case editrici:
- «Наукова думка» (Naukova Dumka);
- «Академперіодика» ("Akademperiodyka").

## Premi
Dal 2004 l'Accademia conferisce la medaglia d'oro Vernadskyj agli accademici che si sono particolarmente distinti.
- 2004 Borys Paton
- 2005 P. Kostjuk
- 2006 V. Skopenko
- 2007 J. Mytropolskyj